# Gemurung
Gemurung is een bestuurslaag in het regentschap Sidoarjo van de provincie Oost-Java, Indonesië. Gemurung telt 5169 inwoners (volkstelling 2010).